# Villa Gustav Röder

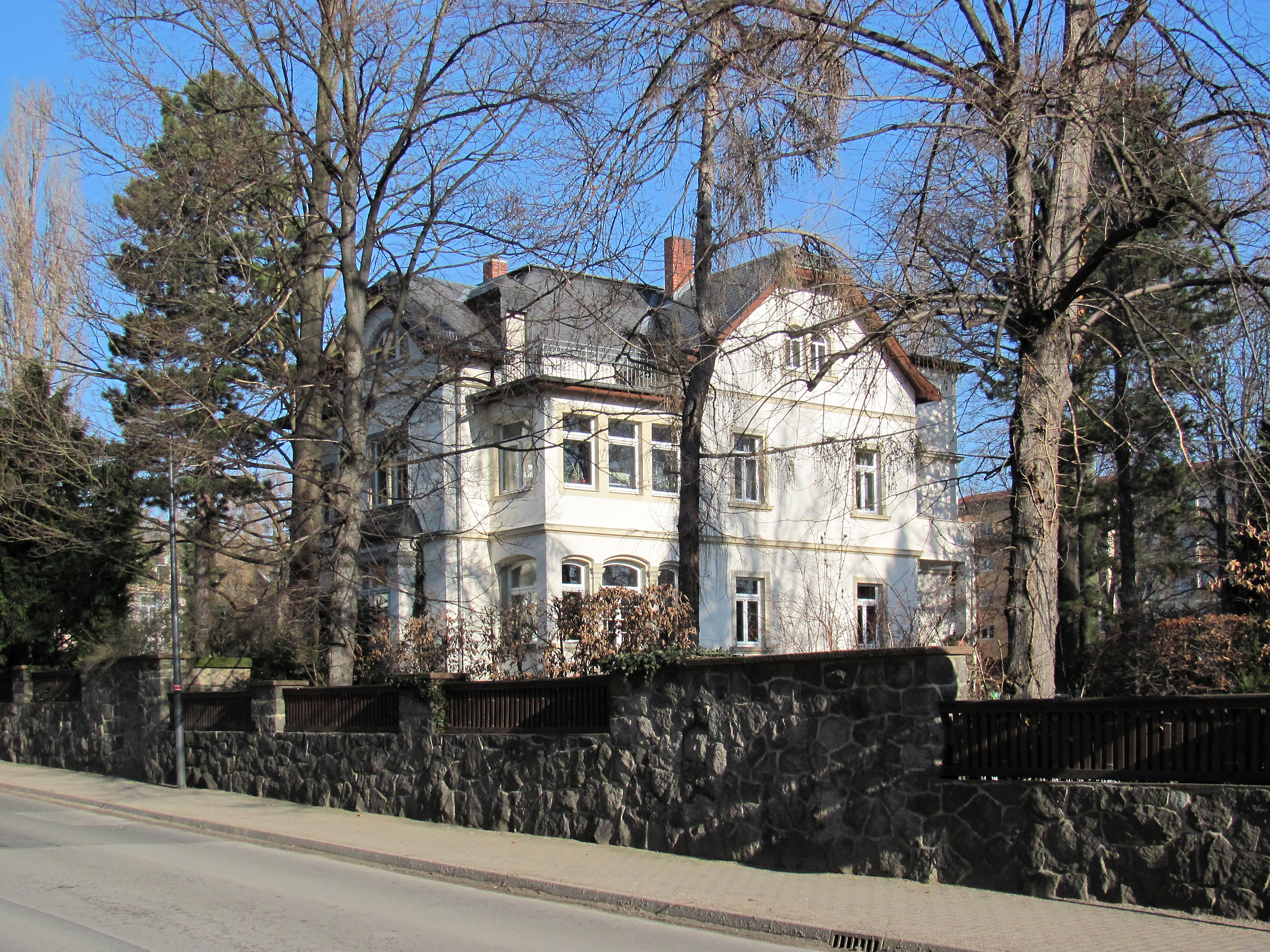
Villa Gustav Röder

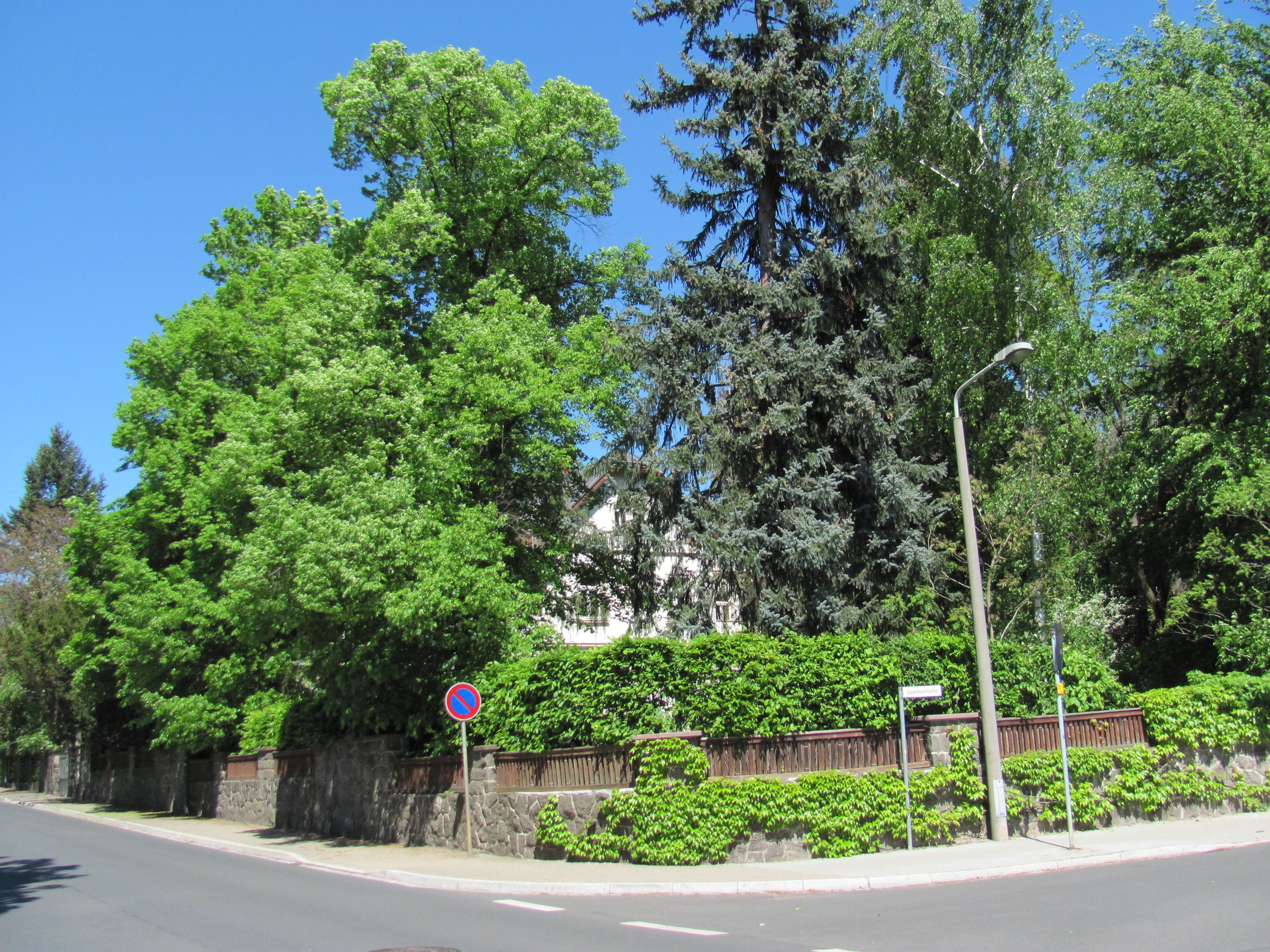
Denkmalgeschützter Park

Die Villa des Baumeisters Gustav Röder liegt in der August-Bebel-Straße 23 im Ursprungsstadtteil der sächsischen Stadt Radebeul. Im 20. Jahrhundert wurde sie von dem Schriftsteller und Karl-May-Verleger Euchar Albrecht Schmid bewohnt, der das Erdgeschoss für den Karl-May-Verlag nutzte.

## Beschreibung
Die mitsamt Einfriedung denkmalgeschützte Villa steht auf einem weitläufigen Parkgrundstück an der Ecke zur Goethestraße, das als „außergewöhnlich weitläufiges und authentisch erhaltenes Gartengrundstück“ sowie als Werk der Landschafts- und Gartengestaltung denkmalgeschützt ist. In diesem Park wurde bis 2012 weiterhin eine Blockhütte als geschütztes Einzeldenkmal aufgeführt.
Die Villa im Stil der deutschen Renaissance ist ein zweigeschossiges Wohngebäude mit einem unregelmäßigen Grundriss. Es steht auf einem Bruchsteinsockel und wird bedeckt von einem schiefergedeckten Dach mit Krüppelwalmgiebeln und Dachgauben. Dazu kommt ein hoher Spitzturm auf der Gebäuderückseite. Die Fassaden sind verputzt und durch Gesimse gegliedert. Die Fenster werden von Sandstein eingefasst.
Im „gartenkünstlerisch bedeutsam[en]“ Park aus altem Baumbestand steht eine Künstliche Ruine in der Art einer Grotte. Das Eckgrundstück wird von einer Bruchsteinmauer eingefasst, auf der sich in Teilen Bruchsteinpfeiler befinden, zwischen denen Holzzaunfelder mit Deckbrett eingehängt sind.

## Geschichte
Der Architekt und Baumeister Gustav Röder (1862–1900) baute 1896/97 für sich selbst ein „Wohngebäude“. Nach 1915 wurde es von dem Schriftsteller und Karl-May-Verleger Euchar Albrecht Schmid (1884–1951) bewohnt, der das Erdgeschoss für den Karl-May-Verlag nutzte. Zudem war die Villa auch der Verlagssitz der Haupt & Hammon Verlagsbuchhandlung sowie des Retcliffe-Verlags.
Um 1915 entstand die Holzzauneinfassung.
E. A. Schmids Söhne Joachim (geb. 1922), Wolfgang (1924–1945), Lothar (1928–2013) und Roland (1930–1990) wuchsen dort auf. In einem Brief an Fritz Prüfer schrieb E. A. Schmid im Januar 1944:

„Weihnachten hatten wir das Glück, endlich wieder alle unsre vier Jungens hier zusammen zu sehen. Joachim wurde um jene Zeit mit Hilfe des Oberstleutnants Ruckdeschel von Königsberg nach Dresden beordert, wo er nun ... Bürodienst verrichtet und mutmaßlich dauernd bleiben wird. – Wolfgang mußte Anfang Januar wieder zurück nach Jaroslau/Krakau zwecks weiterer Ausbildung als Offiziersanwärter. – Der 15½jährige Lothar muß heute zum Heimatflakdienst eintreffen. Er hat sich immer weiter zum Schachkünstler entwickelt und kürzlich bei K.d.F. alle 15 Partien gewonnen, so daß er der dortige Schachmeister wurde. – Der 13½jährige Roland bevölkert unser Haus nach wie vor mit Zauberkunststückchen und noch mehr Klavier- und Opernproben.“

Und ein Jahr später in einem Rundbrief an die Freunde des Karl-May-Verlages:

„Während wir von Wolfgang schon seit Anfang des Januar überhaupt keine Nachricht erhielten, wurde Joachim, der mein Nachfolger werden soll, auf einige Wochen beurlaubt und traf zu unserer Entspannung einen Tag nach der Beisetzung von Frau May (6. Januar) ein. [...] Lothar, der im Mai 17 Jahre alt wird, war während des ganzen letzten Jahres in einer nahegelegenen Flak schwer bedienstet und hat nebenbei noch seine Gymnasialpflichten zu erledigen. [...] Dieser Junge ist übrigens schon mit 15½ Jahren Sächsischer Gauschachmeister geworden. [...] Roland, der im Mai 15 Jahre alt wird, bevölkert unser Haus glücklicherweise noch nach wie vor mit Musik und Zauberkunststücken und ist dabei sogar schon öfters in Lazaretten aufgetreten. [...] Unser fast 21jähriger Wolfgang weilt schon seit zwei Jahren an der Ostfront.“
Der Verleger unterbricht die Niederschrift seines Rundbriefs und setzt ihn schließlich am 5. Februar mit einer ihn erschütternden Mitteilung fort:
„Soweit hatte ich meinen Bericht vor etwa 10 Tagen angesagt, da erhielten wir am 10. Januar abends ein Telegramm, wonach unser Sohn Wolfgang in einem Lazarett zu Sangerhausen/Thüringen gestorben war. [...] Meine Gattin fuhr – begleitet von Joachim und Lothar – sofort zu ihm [...]. Die Beisetzung erfolgte am 2. Februar auf dem Heldenfriedhof zu Sangerhausen, weil eine Überführung hierher vorerst nicht möglich ist“

Seine Schachspielerkarriere begann Lothar Schmid also von Radebeul aus, wo er zu Zeiten des Zweiten Weltkriegs sowie kurz danach seine ersten Meistertitel holte. Während der Sohn 1947 nach Bamberg umzog, blieb der Vater in Radebeul und wurde 1951 auf dem dortigen Friedhof beerdigt.
Der Architekt Max Czopka modernisierte die Villa 1936 im Sinn einer „stilistischen Beruhigung“. 1939 baute er im hinteren Teil des Grundstücks ein zusätzliches Wirtschaftsgebäude mit Luftschutzraum sowie 1940 eine ebenfalls denkmalgeschützte Blockhütte als Gästehaus, so wie er bereits in den 1920er Jahren die Villa Bärenfett gebaut hatte.